# بلينو

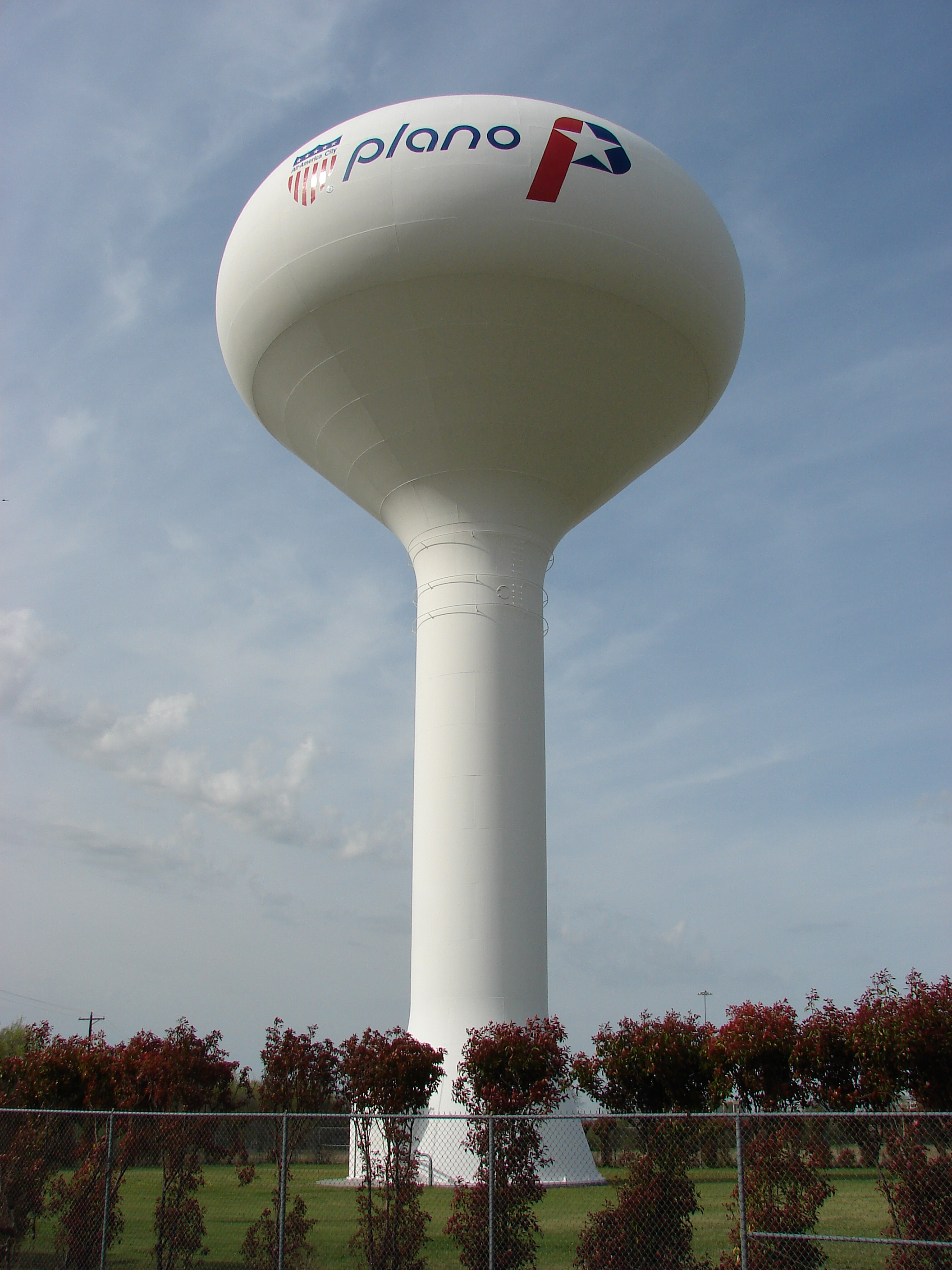
برج بلانو المائي

بلانو هي مدينة في مقاطعة كولين في ولاية تكساس في الولايات المتحدة.

## التركيبة السكانية
حدّد مكتب تعداد الولايات المتحدة بيانات التركيبة السكانية لبلينو في تعداد الولايات المتحدة. في ما يلي، التركيبة السكانية حسب تعدادي 2000 و2010.

### تعداد عام 2000
بلغ عدد سكان بلينو 222,030 نسمة بحسب تعداد عام 2000، وبلغ عدد الأسر 80,875 أسرة وعدد العائلات 60,578 عائلة مقيمة في المدينة. في حين سجلت الكثافة السكانية 1,189.9 نسمة لكل كيلومتر مربع (3,081.8/ميل2). وبلغ عدد الوحدات السكنية 86,078 وحدة بمتوسط كثافة قدره 461.3 لكل كيلومتر مربع (1,194.8/ميل2).
وتوزع التركيب العرقي للمدينة بنسبة 78.26% من البيض و5.02% من الأمريكيين الأفارقة و0.36% من الأمريكيين الأصليين و10.18% من الأمريكيين ذوي الأصول الآسيوية و0.04% من سكان جزر المحيط الهادئ و3.86% من الأعراق الأخرى و2.28% من عرقين مختلطين أو أكثر و10.07% من الهسبانيون أو اللاتينيون من أي عرق.
بلغ عدد الأسر 80,875 أسرة كانت نسبة 43.7% منها لديها أطفال تحت سن الثامنة عشر تعيش معهم، وبلغت نسبة الأزواج القاطنين مع بعضهم البعض 64.3% من أصل المجموع الكلي للأسر، ونسبة 7.5% من الأسر كان لديها معيلات من الإناث دون وجود شريك، بينما كانت نسبة 3.1% من الأسر لديها معيلون من الذكور دون وجود شريكة وكانت نسبة 25.1% من غير العائلات. تألفت نسبة 20.2% من أصل جميع الأسر من عدة أفراد يعيشون في نفس المنزل ونسبة 2.9% كانت تتألف من شخص يعيش بمفرده يبلغ من العمر 65 عاماً أو أكثر. وبلغ متوسط حجم الأسرة المعيشية 2.73، أما متوسط حجم العائلات فبلغ 3.18.
بلغ العمر الوسطي للسكان 34.1 عاماً. وكانت نسبة 28.7% من القاطنين تحت سن الثامنة عشر، وكانت نسبة 6.9% بين الثامنة عشر والرابعة والعشرين عاماً، ونسبة 36.5% كانت واقعةً في الفئة العمرية ما بين الخامسة والعشرين والرابعة والأربعين عاماً، ونسبة 22.8% كانت ما بين الخامسة والأربعين والرابعة والستين، ونسبة 4.6% كانت ضمن فئة الخامسة والستين عاماً فما فوق. يوجد لكل 100 أنثى 99.6 ذكر، ويوجد لكل 100 أنثى في الثامنة عشر من عمرها فما فوق 97.6 ذكر.
بلغ متوسط دخل الأسرة في المدينة 78,174 دولارًا، أما متوسط دخل العائلة فبلغ 90,679 دولارًا. وكان متوسط دخل الذكور 64,011 دولارًا مقابل 39,490 دولارًا للإناث. وسجل دخل الفرد الخاص بالمدينة 36,115 دولارًا. وكانت نسبة 3% من العائلات ونسبة 4.3% من السكان تحت خط الفقر، وكان من هؤلاء نسبة 4.9% تحت سن الثامنة عشر ونسبة 7.8% في الخامسة والستين من العمر وما فوق.

### تعداد عام 2010
بلغ عدد سكان بلينو 259,841 نسمة بحسب تعداد عام 2010، وبلغ عدد الأسر 99,131 أسرة وعدد العائلات 69,464 عائلة مقيمة في المدينة. في حين سجلت الكثافة السكانية 1,392.6 نسمة لكل كيلومتر مربع (3,606.8/ميل2). وبلغ عدد الوحدات السكنية 103,672 وحدة بمتوسط كثافة قدره 555.6 لكل كيلومتر مربع (1,439.0/ميل2).
وتوزع التركيب العرقي للمدينة بنسبة 66.91% من البيض و7.58% من الأمريكيين الأفارقة و0.44% من الأمريكيين الأصليين و16.86% من الأمريكيين ذوي الأصول الآسيوية و0.06% من سكان جزر المحيط الهادئ و5.11% من الأعراق الأخرى و3.04% من عرقين مختلطين أو أكثر و14.69% من الهسبانيون أو اللاتينيون من أي عرق.
بلغ عدد الأسر 99,131 أسرة كانت نسبة 37.9% منها لديها أطفال تحت سن الثامنة عشر تعيش معهم، وبلغت نسبة الأزواج القاطنين مع بعضهم البعض 56.7% من أصل المجموع الكلي للأسر، ونسبة 9.7% من الأسر كان لديها معيلات من الإناث دون وجود شريك، بينما كانت نسبة 3.7% من الأسر لديها معيلون من الذكور دون وجود شريكة وكانت نسبة 29.9% من غير العائلات. تألفت نسبة 24.4% من أصل جميع الأسر من عدة أفراد يعيشون في نفس المنزل ونسبة 5.4% كانت تتألف من شخص يعيش بمفرده يبلغ من العمر 65 عاماً أو أكثر. وبلغ متوسط حجم الأسرة المعيشية 2.61، أما متوسط حجم العائلات فبلغ 3.15.
بلغ العمر الوسطي للسكان 37.2 عاماً. وكانت نسبة 25.9% من القاطنين تحت سن الثامنة عشر، وكانت نسبة 7.5% بين الثامنة عشر والرابعة والعشرين عاماً، ونسبة 29.3% كانت واقعةً في الفئة العمرية ما بين الخامسة والعشرين والرابعة والأربعين عاماً، ونسبة 28.5% كانت ما بين الخامسة والأربعين والرابعة والستين، ونسبة 8.9% كانت ضمن فئة الخامسة والستين عاماً فما فوق. وتوزع التركيب الجنسي للسكان بنسبة 48.9% ذكور و51.1% إناث.

## توأمة
لبلينو اتفاقيات توأمة مع:
- إيفانوفو

## أعلام
- كينتون ديوتي
- لانس آرمسترونج
- بوب غوتشيواني
- مات أوسبرن
- إل. سبراغ دي كامب
- ماثيو كونجر
- كيلين أكوستا
- زيغ زيغلر
- كيفين مكهيل
- هوي شانون